# Acordo Geral de Paz
O Acordo Geral de Paz foi assinado em Roma a 4 de outubro de 1992, pelos então presidentes de Moçambique, Joaquim Chissano, e da RENAMO, Afonso Dhlakama, e por representantes dos mediadores, a Comunidade de Santo Egídio, da Itália, pondo fim a 16 anos de guerra civil.

## História
A Guerra Civil de Moçambique terminou em 4 de outubro de 1992. As negociações começaram em julho de 1990 e foram realizadas por uma equipe de quatro mediadores, dois membros da Comunidade de Santo Egídio, Andrea Riccardi e Matteo Zuppi, além de Dom Jaime Gonçalves, Arcebispo de Beira, e do representante do governo italiano Mario Raffaelli. A delegação do governo moçambicano foi chefiada por Armando Guebuza, que seria Presidente de Moçambique mais tarde. A delegação da RENAMO era chefiada por Raul Domingos e composta por José de Castro, Vicente Ululu, Agostinho Murrial, João Almirante, José Augusto e Anselmo Victor. Os acordos foram então assinados pelo então presidente de Moçambique, Joaquim Chissano, e pelo dirigente da RENAMO, Afonso Dhlakama.

A RENAMO declarou em 21 de outubro de 2013 que estava anulando o acordo de paz em decorrência de um ataque do governo à sua base.